# Piscina dos Olivais
A Piscina dos Olivais é uma piscina municipal de Lisboa.
Foi projectada pelos arquitectos Eduardo Paiva Lopes e Aníbal Barros da Fonseca. Inaugurada em 1967 pelo Presidente da República, Américo Tomás, foi a primeira piscina olímpica da capital e espaço de lazer para os lisboetas durante décadas.
As Piscinas dos Olivais que estavam fechadas desde 2005 foram remodeladas e transformadas num complexo desportivo moderno com cinco piscinas (uma delas exterior), seis estúdios para aulas de grupo, uma sala de fitness gigante, spa, 1 campo de futsal, 3 campos de padel e 300 lugares de estacionamento. A rmodelação foi feita pela Ingesport, empresa espanhola que negociou com a Câmara de Lisboa a exploração do espaço por 35 anos e que investiu 8 milhões de euros na remodelação.
Não é património Classificado pelo IGESPAR, mas a sua preservação é defendida por alguns Arquitectos.
Reabriram em fevereiro de 2015.